# Hanne Darboven
Hanne Darboven   (Múnic, 29 d'abril de 1941 - Rönneburg i Hamburg, 9 de març de 2009) va ser una artista conceptual alemanya coneguda per les seves instal·lacions minimalistes a gran escala consistents en taules de números manuscrites.

## Biografia
Hanne Darboven va créixer en Rönneburg, un suburbi meridional d'Hamburg, com la segona de les tres filles de Cäsar Darboven i Kirsten Darboven. El seu pare era un home de negocis de ben posicionat a Hamburg.
Des de 1962 fins a 1965 Darboven va estudiar art amb Willem Grimm i Almir Mavignier a la Hochschule für bildende Künste d'Hamburg. Des de 1966 fins al 1968 va viure a la ciutat de Nova York, inicialment aïllada de l'escena artística de Nova York. L'estiu de 1966/67 va conèixer a Sol LeWitt i Carl Andre, representants de l'art minimal. Poc després van començar les seves primeres sèries de dibuixos sobre paper mil·limetrat amb llistes de números, que creaven complicades addicions o multiplicacions amb dates de calendari, hores i dies de la setmana. Dos d'elles, Kalendergeschichten i Urzeit/Uhrzeit Fish und Vogel,  son exposades en el Museu d'Art Contemporani Helga de Alvear.
Va morir a Hamburg el 9 de març de 2009 als 67 anys d'edat.

## Exposicions
- 1967: Konrad Fischer, Düsseldorf  (amb Charlotte Posenenske)
- 1969: Kunsthalle Bern, Harald Szeemann: When Attitudes Become Form – Live in your head
- 1972: Documenta 5, Kassel
- 1973: Biennal de São Paulo, São Paulo
- 1974: Kunstmuseum Basel, Ein Monat, ein Jahr, ein Jahrhundert; Leo Castelli, Nova York; Ileana Sonnabend Gallery, Nova York
- 1977: Documenta 6, Kassel
- 1979: Biennal de Sydney, Sydney
- 1982: Documenta 7, Kassel
- 1982: Biennal de Venècia, Venècia
- 1984: Von hier aus – Zwei Monate neue deutsche Kunst in Düsseldorf, Düsseldorf
- 1989: Museu Ludwig en Rheinhallen, Colònia, Bilderstreit
- 1990: Portikus, Frankfurt del Meno; Museu d'Art Contemporani, Los Angeles
- 1996: Dia Center for the Arts, Nova York
- 1997: Staatsgalerie Stuttgart, Kinder dieser Welt; Neue Nationalgalerie Berlín; Haus der Kunst, Munic
- 1999: Hommage à Picasso Deichtorhallen Hamburg (amb Andrea Zittel, Inez van Lamsweerde)
- 2002: Documenta 11, Kassel, Poems: 4 x 136 Wunschkonzert, Rauminstallation, Film, Sextett für Streicher, opus 44
- 2006: Deutsche Guggenheim, Berlín, Hommage à Picasso (1995–2006)

## Col·leccions públiques (selecció)
- ARC Foundation Collection, Madrid
- Centre Georges Pompidou, París
- Dia:Beacon, Beacon / NY
- Dia:Chelsea, Nova York
- Hamburger Bahnhof, Berlín
- Hamburger Kunsthalle, Hamburg
- Kaiser-Wilhelm-Museum, Krefeld
- Ludwig Forum für Internationale Kunst, Aquisgrà
- MARE, Nàpols
- Museu Abteiberg, Mönchengladbach
- Museu d'Art Contemporani Helga d'Alvear
- Museu für Moderne Kunst, Frankfurt del Meno
- Museu Küppersmühle, Duisburgo
- Museu Nacional d'Art, Arquitectura i Disseny, Oslo
- Bundeskunstsammlung, Bonn
- Schaulager, Basilea
- Stedelijk Museum voor Actuele Kunst (S.M.A.K.) a Gant
- Museu Nacional Centre d'Art Reina Sofia, Madrid.[6][7]
- Museu d'Art Contemporani Helga d'Alvear.[8]